# 天野光晴
天野 光晴（あまの こうせい、1907年3月26日- 1995年3月24日）は、日本の政治家。建設大臣（第50代）、国土庁長官（第4代）、衆議院議員（11期）。

## 来歴・人物
福島県双葉郡長塚村（現双葉町）に、農業・天野辰記の二男として生まれる。高等小学校を卒業後、セメント瓦工場経営、巡査、保険外交員、果ては活動弁士まで様々な職業を経験する。仕事のかたわら青年団運動にも取り組み、一時期は左翼運動にも関わったことがある。
第二次大戦後は、青年団の仲間を集めて、新憲法啓蒙運動のため「新生同志会」を結成し、幹事長となる。「同志会」を基盤として、1947年に福島県議会議員に当選し、3期11年務める。1950年代には、福島県出身という縁で当時東京電力の常務だった木川田一隆（出身地は中通りの梁川）と親密になり、故郷たる長塚への原子力発電所の誘致に奔走した。
1958年の第28回衆議院議員総選挙で、旧福島1区より前福島県知事大竹作摩や河野一郎の支援の下、立候補し初当選。当選後は自由民主党に加わる。河野派→中曽根派に所属し、三木内閣で国土庁長官も務めた。
1976年の第34回衆議院議員総選挙後には、選挙違反の容疑で資金管理を行っていた妻のほか県議会議員が捜索を受けるが、後援会組織の結束に緩みは起こらず、当選回数は10回を数えた。
その後は、衆議院予算委員長、第3次中曽根内閣で建設大臣を歴任する。しかし、1988年に行われた福島県知事選挙では渡部恒三らと共に、元建設官僚の広瀬利雄を擁立するが、伊東正義らが推した参議院議員の佐藤栄佐久が圧勝したため、福島県政界における影響力が低下する。
1990年の第39回衆議院議員総選挙では、高齢を押して立候補するも、保守系候補で増子輝彦、佐藤剛男、亀岡偉民らが乱立した影響をまともに受け落選し、引退した。その直後には、金丸信や竹下登らと並ぶ道路族議員のドンだったこともあり、日本道路公団最高顧問に就任する。
1986年4月の春の叙勲で勲一等に叙され、旭日大綬章を受章する。
1995年3月24日、死去した。87歳没。同月31日、特旨を以て位記を追賜され、死没日付をもって正三位に叙され、銀杯一組を賜った。